# 笠井謙一
笠井 謙一（かさい けんいち、1954年〈昭和29年〉 - ）は、日本の地方公務員。東京都スポーツ振興局長、同総務局長などを歴任。瑞宝小綬章受章。

## 人物・経歴
東京都出身。東京都庁に入職し、新都市建設公社総務部長、総務局国体推進部長、同局行政部長などを経て、2010年 (平成22年) ７月に新設されたスポーツ振興局初代局長に就任。翌年に開催される全国障害者スポーツ大会の東京大会を見据え、障害者スポーツの振興に取り組んだ。2011年7月 同職を細井優と交代し比留間英人の後任として総務局長。東日本大震災の際、都内で約352万人の帰宅困難者が発生したことを受け、「帰宅困難者対策条例」を策定した。2013年 7月 同職を中西充と交代し東京都庁退職。
都退職後は建設資源広域利用センター代表取締役社長、一般財団法人東京都人材支援事業団代表。

## 栄典
2025年 令和7年春の叙勲で地方自治功労により瑞宝小綬章受章